# HAT-P-41
HAT-P-41 — звезда, которая находится в созвездии Орёл на расстоянии около 1014 световых лет от нас. Вокруг звезды обращается, как минимум, одна планета.

## Характеристики
HAT-P-41 была открыта с помощью орбитальной обсерватории Hipparcos в ходе проекта Tycho. Официальное открытие звезды было совершено 1997 году в рамках публикации каталога Tycho. Наименование звезды в этом каталоге — TYC 488-2442-1. В настоящий момент более распространено наименование HAT-P-41, данное командой исследователей из проекта HATNet.
HAT-P-41 представляет собой звезду 11 видимой звёздной величины; её масса и радиус равны 1,4 и 1,6 солнечных соответственно. Температура поверхности составляет приблизительно 6390 кельвинов. По светимости HAT-P-41 превосходит наше Солнце в 4,25 раз. Возраст звезды оценивается в 2,2 миллиарда лет.

## Планетная система
В 2012 году группой астрономов, работающих в рамках проекта HATNet, было объявлено об открытии планеты HAT-P-41 b в системе. Это типичный горячий юпитер, имеющий массу и радиус, равные 0,8 и 1,68 юпитерианских. Планета обращается на расстоянии 0,04 а.е. от родительской звезды, совершая полный оборот за четверо с лишним суток. Её эффективная температура составляет 1941 кельвин. Открытие планеты было совершено транзитным методом.